# 裴贽
裴贽（9世纪—905年7月5日），字敬臣，唐朝官员，唐昭宗年间于900年-903年间为宰相。天祐二年（905年），军阀宣武军节度使朱全忠准备篡位，对高官实施大清洗。裴贽没有成为第一波清洗的目标，但最终还是被贬并遭赐死。

## 家世及早期仕途
裴贽的祖父裴稷任虔州刺史，父裴储任大理丞。裴稷侄裴坦在唐僖宗年间为宰相。
裴贽中进士后，曾任司勋员外郎，中和二年（882年）正月，宰相王铎被任为讨伐农民变军黄巢的统帅诸道行营都都统，以裴贽为掌书记。裴贽历任右补阙、御史中丞，大顺二年（891年）正月以侍郎主管贡举放榜。乾宁四年（897年）十月，以太中大夫、前御史中丞为礼部尚书、知贡举。光化三年（900年）正月又任刑部尚书。

## 拜相
九月，裴贽以正议大夫、守刑部尚书、上柱国、河东县开国男、食邑三百户、赐紫金鱼袋被昭宗任为中书侍郎，兼刑部尚书、同中书门下平章事，充集贤殿大学士，拜为宰相，不久兼户部尚书。昭宗曾怀疑裴贽表面道貌岸然，实则乱性，问所信任的翰林学士韩偓的看法。韩偓指出之所以有这样的流言，是因为裴贽和族人亲善，允许其中多人住在自己府邸，这些人和外人的关系对裴贽造成了不良影响。韩偓知道唐昭宗每听到咸通年间事都会触动，还说到裴贽是唐懿宗咸通年间大臣裴坦的堂侄。唐昭宗没有处置裴贽。天复元年（901年），昭宗刚在政变后复位，秘密问韩偓“陆扆、裴贽谁忠于我？”韩偓为陆扆辩解。同年，昭宗被以韩全诲为首的当权宦官劫持到其盟友军阀李茂贞治下的凤翔，于十二月诏裴贽充大明宫留守，后罢免。

## 罢相与身亡
后来另一军阀宣武军节度使朱全忠打败李茂贞，迫使其屠杀宦官并将昭宗交给他，带昭宗回长安。宰相崔胤贬逐多名官员，只留下被认为孤立易制的裴贽和自己一同主政。三年（903年）十二月，裴贽被罢相为左仆射，相位被独孤损取代。
朱全忠为准备夺位，杀唐昭宗，立昭宗子为唐哀帝。天祐二年（905年）二月，裴贽议迁庙，迁昭宗与唐顺宗为一室，获准。后以司空致仕。四月，以奉山陵之劳赐裴贽等人一子八品正员官。六月，朱全忠近臣柳璨、李振说服其对唐朝来自士族的高官实施大清洗。第一波清洗导致前宰相裴枢、独孤损、崔远、陆扆等人丧命，裴贽并不在目标内；但同月不久，他以特进、守司空致仕、上柱国、河东县开国公、食邑二千户的身份被贬为青州司户参军，裴贽甥卫尉少卿敬沼受累获罪贬徐州萧县尉。太子宾客柳逊因与裴贽为刎颈之交，被以本官致仕。当月，裴贽等百余人被赐死。
后唐庄宗同光二年（924年）六月，赠裴贽司徒。后晋天福六年（941年）四月，监修国史赵莹为了修史，奏请访求裴贽在任官的子孙或门生故吏。

## 子
- 裴羽，字用化，壽安尉